# Ruthalicia
Ruthalicia es un género con dos especies de plantas con flores perteneciente a la familia Cucurbitaceae. 

## Especies seleccionadas
| - Ruthalicia eglandulosa - Ruthalicia longipes |